# Alex Morganová
Alexandra "Alex" Patricia Morgan (* 2. července 1989 Diamond Bar, Kalifornie, USA) je americká fotbalistka a držitelka zlaté olympijské medaile. V současnosti hraje na pozici útočníka v týmu Tottenham Hotspur i v reprezentaci USA. V obou týmech obléká dres s číslem #13. Byla nejmladší hráčkou na soupisce USA pro Světový šampionát 2011 žen. Na olympijských hrách v Londýně v roce 2012 dala vítězný gól proti Kanadě ve 123. minutě. Alex dokončila rok 201 s 28 góly a 21 asistencemi. Je spojována s Miou Hammovou, jako jediná Američanka vstřelila 20 gólů, připsala si 20 asistencí v jednom kalendářním roce a byla jmenována Americkou fotbalovou atletkou roku. ( U.S. Soccer Female Athlete of the Year).

## Život a kariéra na vysoké škole
Narodila se v Diamond Bar v Kalifornii. Vždy byla sportovně založená, ale ze začátku fotbal nehrála za žádný klub. S tím začala až ve 14 letech, což je o několik let později než je běžné u sportovců, kteří chtějí dosáhnout elitní úrovně. Během tří let pak byla povolána do národního týmu U17 a U20.
Jako nováček na University of California v Berkeley byla Morganová přední střelkyní. Její poslední gól prvního ročníku sezony přišel na Stanfordu v roce 2007 na NCAA turnaji. Vyrovnala v základní hře na 1:1 méně než dvě minuty před koncem zápasu. Šlo se tak do prodloužení a následně na pokutové kopy.
Poté, co byla jmenována kandidátem na Hermann Trophy, se Morganová stala první hráčkou Kalifornie, která se kdy dostala do Top-tří finalistů Hermann Trophy. Byla také jednou ze čtyř finalistů Honda Sports Award, byla nejlepším kandidátem ze všech sportů.
Morganová je na třetím místě All-Time vstřelených branek (45) a bodů (107) pro Golden Bear. Vystudovala UC Berkeley se zaměřením na politickou ekonomii.

## Osobní život
Dne 31. prosince se provdala za Servanda Carrasca, který je také fotbalista. Seznámili se na Univerzitě v Berkeley, kde oba hráli fotbal.
Dne 24. ledna 2016 dostala klíč od svého rodného města Diamond Bar.

## Klubová kariéra

### Western New York Flash
Vypracovala se tak rychle, že byla jednou z opor celého týmu. Byla první hráčkou Golden Bear poté, co se vypracovala do Profesionálního fotbalu žen (Women's Professional Soccer). S klubem vyhrala v regulérní sezoně i mistrovský titul.

### Portland Thorns FC
Dne 13. ledna 2013 se Alex Morganová připojila k týmu Portland Thorns FC

### Orlando Pride
Dne 14. ledna 2016 přestoupila po třech letech v Portland Thorns FC do začínajícího klubu Orlando Pride spolu se svou reprezentační spoluhráčkou Ashlyn Harrisovou.